# Eleição para o Senado federal por Illinois em 2004
A eleição para o Senado dos Estados Unidos pelo estado americano de Illinois em 2004 ocorreu em 2 de novembro de 2004, no estado americano de Illinois. Nessa disputa, o candidato democrata venceu o republicano Alan Keyes por 70% a 27%. A larga vantagem que Obama estabelecera sobre o adversário nas pesquisas de intenção de voto fez com que ele fosse convidado a discursar na Convenção Democrata de 2004, ocorrida no dia 27 de julho daquele ano, e a avassaladora vitória nas urnas acabou por projetar seu nome nacionalmente - e também dentro do próprio Democrata, gerando as condições para que Obama viesse, quatro anos mais tarde, a concorrer às eleições presidenciais.
No dia 15 de abril de 2003, o ocupante da vaga no Senado Federal pelo estado de Illinois, o republicano Peter Fitzgerald, anunciou que não tentaria a reeleição, ao mesmo tempo em que sua predecessora, a democrata Carol Moseley Braun, afirmou que não disputaria as eleições do ano seguinte. No dia 16 de março de 2004, ocorreram as primárias nos dois partidos, com um total de quinze candidatos (sete entre os democratas e oito entre os republicanos), que estabeleceram, juntos, gastos da ordem de sessenta milhões de dólares na corrida pela vaga.
Entre os democratas, os gastos eram da ordem de quarenta e seis milhões de dólares. Na disputa, Obama começou perdendo para Blair Hull. Quando faltava um mês para as primárias, uma reportagem de jornal envolveu Hull em um escândalo conjugal. Segundo a reportagem, em uma briga com a ex-mulher, Hull teria tentado matá-la. O fato destruiu a campanha de Hull, levando Obama a assumir a ponta nas pesquisas. Obama venceu as primárias com uma margem de 29% sobre o segundo colocado.
Entre os republicanos, o vencedor foi Jack Ryan, com uma margem de 12% sobre o segundo colocado. Curiosamente, Jack Ryan também teve sua campanha destruída por um escândalo conjugal: em junho, o Chicago Tribune revelou detalhes sobre a custódia dos filhos de Ryan com sua ex-mulher, até então mantidos em sigilo por uma corte da Califórnia, apresentando alegações embaraçosas feitas pela ex-senhora Ryan. Quatro dias após a reportagem, no dia 25 de junho, Ryan abdicou da candidatura.
Seis semanas depois, no dia 4 de agosto, o Comitê Republicano chamou Alan Keyes, de Maryland, para ocupar a vaga deixada por Ryan. Keyes demorou quatro dias para aceitar e mais quatro para se mudar para um apartamento em Illinois, quando faltavam, a esta altura, menos de três meses para as eleições.
Nessa eleição, dois fatos se tornaram históricos: o primeiro foi o de que, pela primeira vez na história de Illinois, os dois candidatos ao Senado Federal eram afro-americanos; e o segundo fato foi o de que nunca um candidato vencera uma disputa ao Senado por uma margem tão grande de votos.